# Altes Wasserwerk (Bonn)

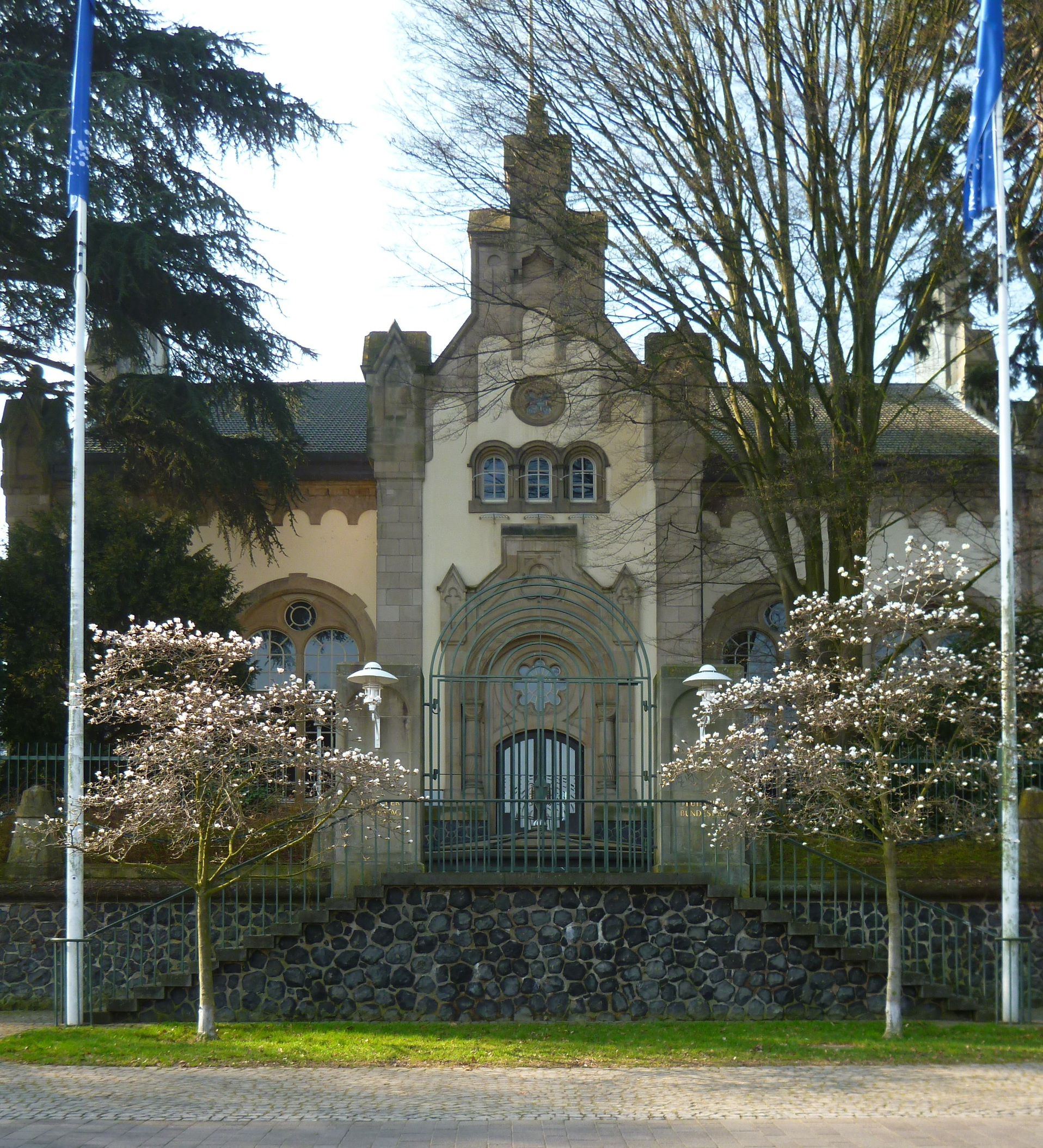
Altes Wasserwerk, Pumpenhaus (2012)

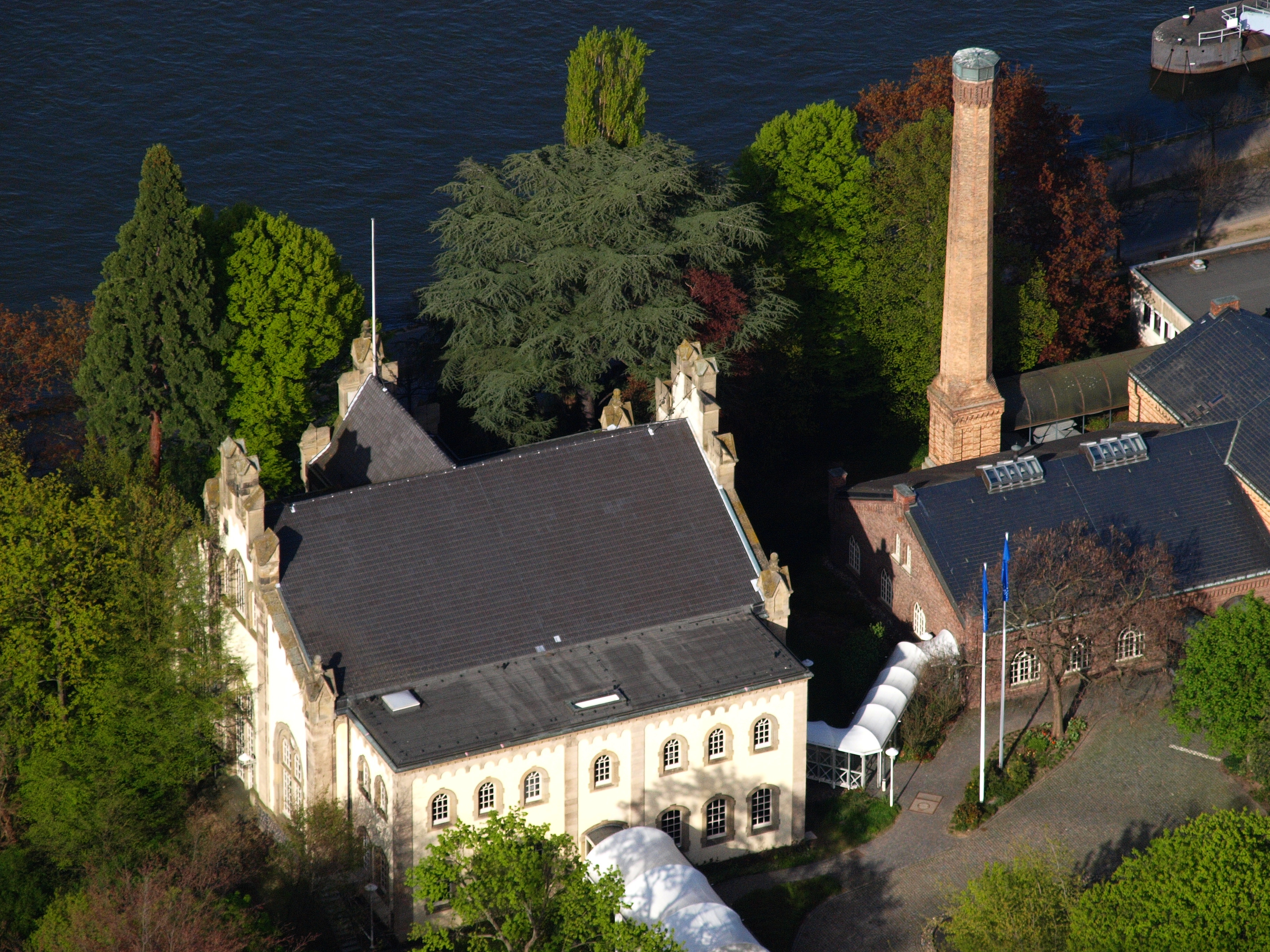
Luftaufnahme des Pumpenhauses (links) und des Maschinen- und Kesselhauses (rechts)

Das Alte Wasserwerk ist ein Gebäudeensemble in Bonn, dessen Pumpenhaus von 1986 bis 1992/93 den Plenarsaal des Deutschen Bundestags beheimatete. Es geht auf das Ende des 19. Jahrhunderts zurück und diente früher der Wasserversorgung der Stadt. Heute enthält es Büro- und Konferenzräume. Es liegt oberhalb des Rheinufers (Stresemannufer) nahe dem Bundeshaus im Ortsteil Gronau mit der Adresse Hermann-Ehlers-Straße 29.

## Geschichte
Das in neugotischen Formen gehaltene Wasserwerk wurde ab 1873 von der Rheinischen Wasserwerksgesellschaft am damaligen südlichen Bonner Stadtrand erbaut, um die Stadt mit Rhein-Uferfiltrat zu versorgen; die Eröffnung erfolgte am 1. April 1875. Zunächst bestand es aus einem Maschinenhaus, einem rechtwinklig angebauten Kesselhaus, einem Schornstein, einem Brunnen sowie einem Wohnhaus des Maschinisten. 1891 wurde das Kesselhaus nach Norden hin erweitert. Am 1. April 1900 erwarb die Stadt Bonn die Anlage, die sie um einen zweiten Brunnen, ein Pumpenhaus (das bis heute erhaltene) mit zwei weiteren Kolbenpumpen sowie zwei Verbunddampfmaschinen erweitern ließ. 1912 erfolgte eine Vergrößerung des Kohlenschuppens auf der Pumpstation des Wasserwerks, 1915 und 1919 wurde die Maschinenmeisterwohnung umgebaut. 1952 wurde das Grundstück eingefriedet und zwei Pumpenhäuser sowie ein Brunnenhaus gebaut.
Nachdem Bonn seit Anfang der 1950er Jahre mit Wasser aus der Wahnbachtalsperre versorgt worden war, wurde das Wasserwerk 1958 stillgelegt. Es befand sich nunmehr in direkter Nachbarschaft zu den Bonner Bauten des Deutschen Bundestags im und am Bundeshaus. 1965 erwarb die Bundesrepublik Deutschland die beiden Gebäude; in diesem Zuge wurde ein Großteil der technischen Anlagen demontiert. Das Wasserwerk diente noch bis zum Bau eines Ersatzbetriebsgebäudes 1984/85 der Wasseraufbereitung für Notreserven. Als der Plenarsaal des Parlaments Ende der 1980er Jahre zur Errichtung eines Neubaus an gleicher Stelle abgerissen wurde, benötigte der Bundestag ein Ausweichquartier. Die Wahl fiel auf das Pumpenhaus des ehemaligen Wasserwerks Gronau zwischen dem Bundeshaus und dem damaligen Abgeordnetenhochhaus Langer Eugen. Es wurde zum Sitzungssaal (sog. Ersatzplenarsaal) umgebaut, zwischen ihm und dem als Besucherzentrum umfunktionierten Maschinen- und Kesselhaus entstand als Verbindungsgang der sogenannte „Löwengang“; das Richtfest fand am 25. September 1985 statt.

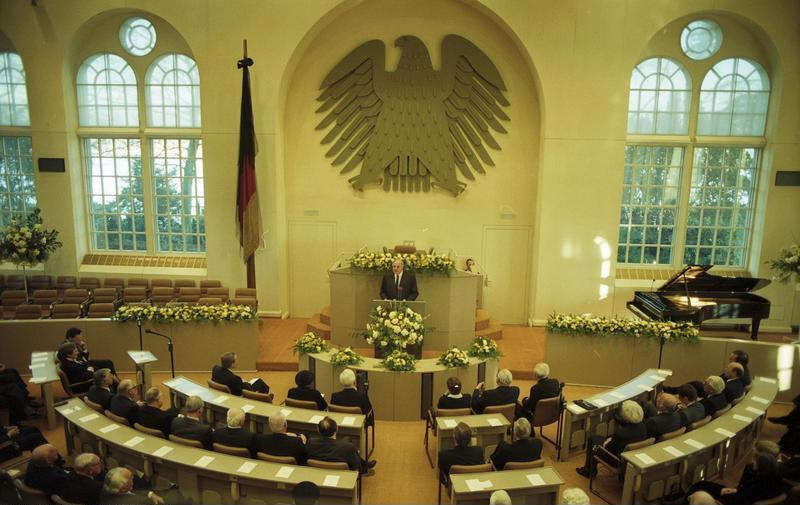
Der Ersatzplenarsaal des Bundestags im früheren Pumpenhaus während des Staatsakts für den langjährigen Bundesminister Gerhard Schröder (1990)

Am 9. September 1986 tagte der Deutsche Bundestag erstmals im Alten Wasserwerk. In die Zeit der Nutzung des Ersatzplenarsaals fielen die historischen Beschlüsse des Parlaments zur deutschen Wiedervereinigung und der Hauptstadtbeschluss. Das Gebäude hat mit 500 m² etwa die halbe Grundfläche des alten und des neuen Plenarsaals, wodurch die Abgeordneten sehr beengt saßen. Einige Teilnehmer berichten, die Sitzungen seien deshalb außergewöhnlich friedlich gewesen. Nach der Wiedervereinigung wurde die Raumnot durch die zusätzlichen Abgeordneten aus den neuen Bundesländern noch verschärft, weshalb zeitweise Klappstühle aufgestellt werden mussten. Am 29. Oktober 1992 sollte zunächst die letzte Sitzung des Bundestags im Wasserwerk stattfinden; nach technischen Problemen mit dem Neubau des Plenarsaals diente es ihm jedoch erneut vom 24. November 1992 bis zum 10. September 1993 als Tagungsort. Anschließend wurden dort noch gelegentlich Fraktionssitzungen der im Bundestag vertretenen Parteien abgehalten. Mitte Juni 1996 fand im Wasserwerk eine internationale Tibet-Konferenz unter Beteiligung des Dalai Lama statt. Am 16. Oktober 1998 trat der Bundestag mit seiner letzten Sitzung in der 13. Wahlperiode letztmals im Wasserwerk zusammen, da der Plenarsaal im Bundeshaus aufgrund der durch die Bundestagswahl erforderlichen Umbauten zeitweilig nicht zur Verfügung stand.
Im Anschluss an den Umzug des Bundestags nach Berlin übernahm die Stadt Bonn 1999 vom Bund die Nutzungsrechte für die Gebäude und stellte diese dem Internationalen Kongresszentrum Bundeshaus Bonn (heute: World Conference Center Bonn (WCCB)) für eine Kongress- und Veranstaltungsnutzung bereit. 2012 erfolgten eine vollständige Sanierung des Innenbereichs und eine vollständige Überarbeitung des Löwengangs, für das Jahr darauf war eine Fassadensanierung geplant.

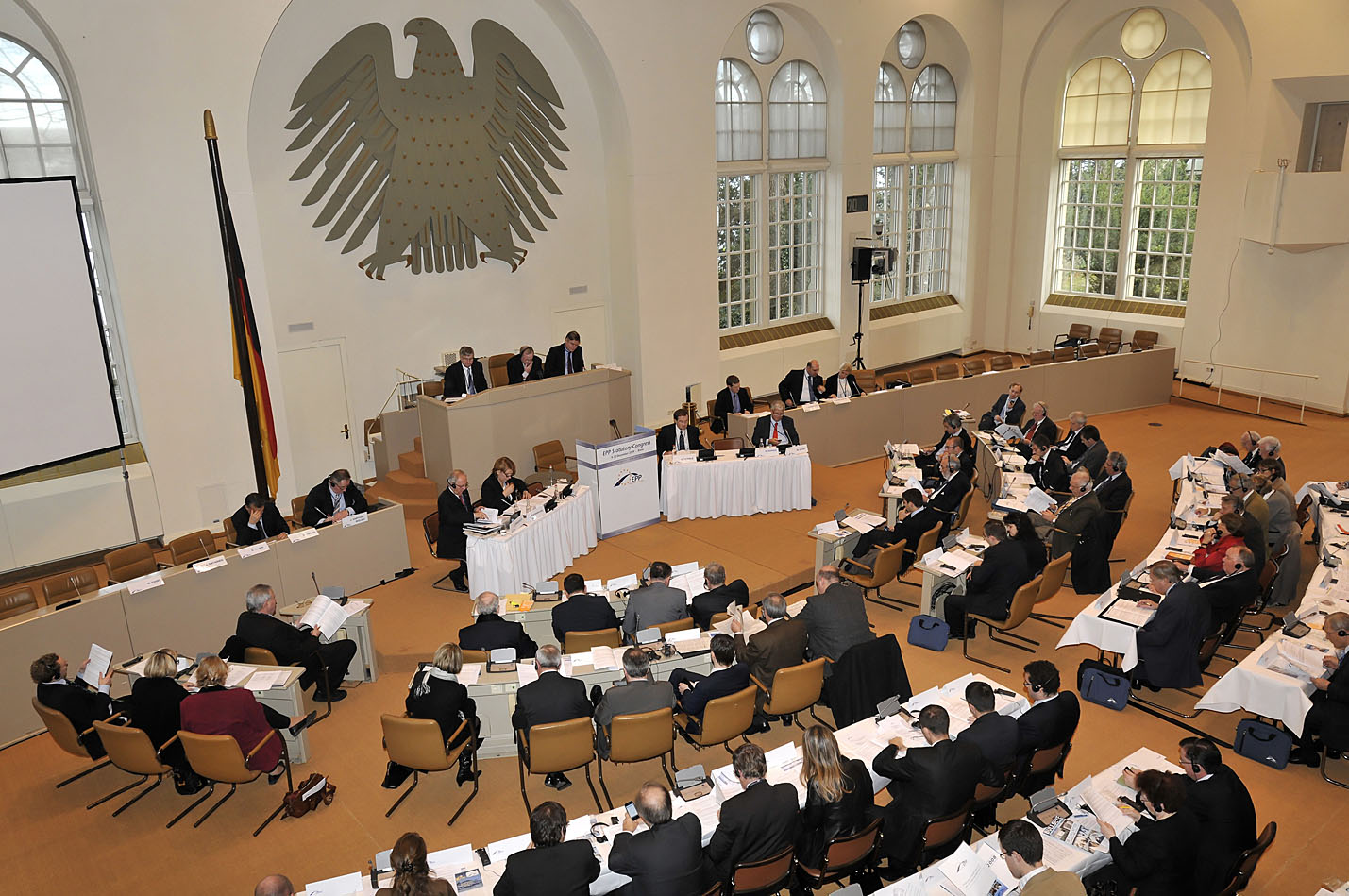
Der frühere Ersatzplenarsaal während eines Kongresses der Europäischen Volkspartei (2009)

Das Areal von Pumpenhaus, Maschinen- und Kesselhaus sowie Wohnhaus des Maschinisten („Ärztehaus“) wurde 2022 Teil des UN-Campus, der aus dem „Langen Eugen“ und Teilen des Bundeshauses besteht. Für diese Erweiterung des UN-Campus wurden die Nutzungsrechte wieder der Bundesrepublik Deutschland übertragen. Bereits seit dem 30. November 2015 stehen die Gebäude nicht mehr für Veranstaltungen des WCCB und auch der weiteren Öffentlichkeit zur Verfügung. Zu diesem Datum übernahm die Bundesanstalt für Immobilienaufgaben die Verwaltung der Liegenschaft. Geplant war, im Plenarsaal die technischen Anlagen und die Bestuhlung zu erneuern sowie Dolmetscherkabinen einzubauen, zudem erfolgte eine 2021 abgeschlossene Außensanierung.
Das Alte Wasserwerk steht als Baudenkmal unter Denkmalschutz und ist eine Station des Geschichtsrundwegs Weg der Demokratie. Die Eintragung in die Denkmalliste der Stadt Bonn erfolgte am 27. Juni 1985.

## Kunst am Bau
Am Zugangsbereich zum Wasserwerk befindet sich als Kunst am Bau der (zur Zeit eingelagerte) „Spiegelteich“ des Künstlers Adolf Luther aus dem Jahre 1982. Die Arbeit mit dem Titel Integration Wasser-Linsen (Hommage à Monet) besteht aus 16 runden, konvex gewölbten und beweglichen Hohlspiegellinsen auf einem künstlich angelegten Wasserbecken, von denen fünf im Jahre 1990 in Folge der Wiedervereinigung stellvertretend für die neuen Bundesländer ergänzt wurden. Sie stellt eine Erinnerung an die Seerosengemälde des französischen Impressionisten Claude Monet dar. Als Supraporte zum Plenarsaal wurde im Wasserwerk 1986 das Ölgemälde Entgegnung (Große Komposition) (1976) von Hann Trier aufgehängt.

## Sonstiges
Ab April 2014 war das Wasserwerk Ausstrahlungsort für die ZDF-Sendung Vier sind das Volk mit Wigald Boning als Moderator und Bernhard Hoëcker, Sebastian Pufpaff, Philip Simon, Susanne Pätzold, Kai Magnus Sting sowie Wolfgang Trepper als Politiker.